# Graymalkin
Graymalkin, il cui vero nome è Jonas Graymalkin, è un personaggio dei fumetti creato da Marc Guggenheim (testi) e Yanick Paquette (disegni), pubblicato dalla Marvel Comics. Apparso per la prima volta sulle pagine di Young X-Men n. 3 (luglio 2008), il suo misterioso passato non è stato svelato che solo sull'albo fuori collana X-Men: Manifest Destiny n. 3 (gennaio 2009). Sulle pagine della miniserie, è stata inoltre rivelata la sua omosessualità, caratteristica che lo associa ad altri personaggi fumettistici all'interno dell'universo mutante Marvel, tra cui Anole, Northstar e Destiny.

## Biografia del personaggio

### Origini
Unico figlio di Charles e Marcia Graymalkin, Jonas visse la propria gioventù sui territori che, duecento anni dopo, sarebbero stati utilizzati da Charles Xavier per costruire la propria scuola per mutanti. Fu all'età di sedici anni, quando il padre lo scoprì dentro al fienile in compagnia di un altro ragazzo, e si rese conto che il proprio figlio era gay, che accadde la tragedia. Dopo averlo riempito di botte, credendolo morto, decise di sotterrarne il corpo facendo in modo che la degenerazione del ragazzo non diventasse di dominio pubblico. Fu proprio grazie a questo atto, che la mutazione di Jonas si attivò, premettendogli di sopravvivere in uno stato di animazione sospesa per più di duecento anni, fino a quando la distruzione dello Xavier Institute durante gli avvenimenti di Messiah Complex, non lo risvegliarono.

### Divisi resistiamo
Seguendo nell'ombra le azioni degli Young X-Men, decise, dopo la cattura di Blindfold, di liberarla e nel contempo sconfiggere Ciclope, sotto le cui sembianze si celava il cyborg Donald Pierce. Assieme a Magma, aiutò Dust a riprendersi dalla sua solidificazione in vetro e, dopo aver indossato un'uniforme da X-Man, partì con le due alla volta del covo del cyborg. Sconfittolo, Graymalkin si unì al dolore del gruppo per la morte di Wolf Cub e tempo dopo, venne sottoposto ad una serie di esami da Bestia, volti ad analizzare la sua fisiologia sotto tutti i punti di vista. Si scoprì così, che non solo i suoi poteri si attivavano solamente in ambienti totalmente bui, ma che aveva più di duecento anni e che il suo DNA corrispondeva, in una certa misura, a quello di Charles Xavier. Deciso ad utilizzare i mutanti prescelti da Pierce per formare una nuova squadra di X-Men, con a capo Moonstar e Sunspot, Ciclope gli offrì un posto al suo interno, cosa che Graymalkin non tardò ad accettare.

## Poteri e abilità
La mutazione principale di Graymalkin, gli garantisce forza ed agilità superumane, benché queste abilità e le altre di cui fa mostra si attivino solamente in ambienti bui, come la visione notturna che gli garantisce una completa visione di ciò che gli sta intorno. Durante la sua analisi, Bestia ha inoltre scoperto, che solamente una particolare mutazione contenente invulnerabilità e longevità, avrebbe garantito al giovane Jonas di sopravvivere alla sua sepoltura, evento, questo, che funse da catalizzatore per l'attivazione dei poteri. Si può in ultimo affermare, che esiste un rapporto inversamente proporzionale fra la potenza della sua mutazione e la luce dell'ambiente in sui si trova.